# Стоян Буйнов
Стоян Христов Буйнов е български революционер, участник в националноосвободителното движение на българите през 19 век.

## Биография
Стоян Буйнов е роден около 1839 година в будния български балкански градец Калофер. Постъпва на работа като писар в търговска кантора в османската столица Цариград, а по-късно основава самостоятелна кантора в Балкапан хан. През 1861 година в Цариград Буйнов основава заедно с Стоил Попов, Йосиф Дайнелов и Иван Найденов „Тайната дружина на верните приятели“, революционно дружество по модел на италианските карбонари. Буйнов влиза в кореспонденция с Георги Раковски и се включва в подготовката за въоръжена борба срещу османската власт, като подпомага набирането на доброволци за Първата българска легия и за подготвяното от Раковски въстание през 1862 година. Изпраща дописки във вестника на Раковски „Дунавски лебед“. През 1863 година тръгва на агитационна обиколка из българските земи, но на 13 април е заловен от властите в родния му град и е осъден на три години затвор в Цариград.
След освобожаването му от затвора на 26 май 1866 година Буйнов оставя революционната дейност и се захваща с абаджийство в Анадола, а по-късно с търговия в Цариград. След Освобождението се мести в Силистра, където е околийски началник, а по-късно заема административна длъжност във Варна.
Стоян Буйнов умира в село Индже кьой (днес Тополи), Варненско, през 1908 година.